# Rik Wouters (Radsportler)

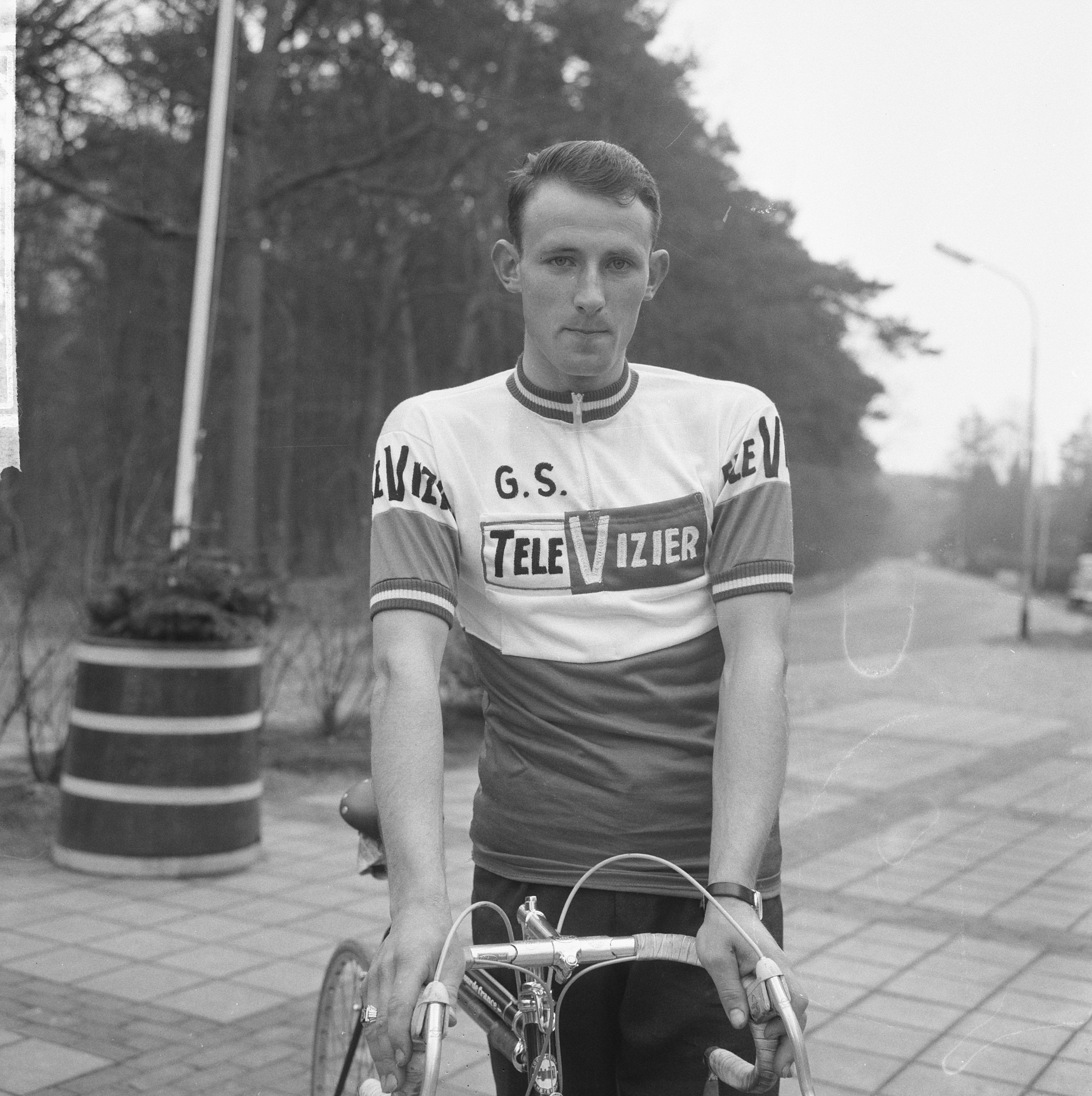
Rik Wouters 1964

Rik Wouters (* 5. August 1942 in Baarle-Hertog) ist ein ehemaliger niederländischer Radrennfahrer.

## Sportliche Laufbahn
Wouters war im Straßenradsport aktiv. Als Jugendlicher arbeitete er auf dem Bauernhof seiner Eltern und begann mit vierzehn Jahren mit dem Radsport. Er war das älteste Kind seiner Eltern, die dreizehn Kinder hatten.
Wouters war von 1964 bis 1969 Berufsfahrer, er begann seine Laufbahn als Profi im niederländischen Radsportteam Televizier.
1964 wurde er Dritter der nationalen Meisterschaft im Straßenrennen hinter dem Sieger Jo de Roo. Seinen einzigen Sieg als Profi holte er im Rennen Omloop van het Waasland 1966.
Die Tour de France fuhr er 1964 (64.), 1965 (27.) und 1966 (68.). In der Vuelta a España 1966 wurde er 24.

## Berufliches
Nach seiner Sportkarriere gründete er mit seiner Frau ein Cafe. Er arbeitete auch als Maurer und in der Landwirtschaft.